# Peuplier à feuilles étroites
Populus angustifolia
Espèce
Classification APG III (2009)
Le Peuplier à feuilles étroites (Populus angustifolia) est une espèce de plantes à fleurs de la famille des Salicaceae. C'est un peuplier présent dans la partie occidentale d’Amérique du Nord. Il est apparenté au peuplier baumier.

## Nom
Le peuplier à feuilles étroites est aussi connu sous le nom de liard amer et de peuplier angustifolié.

## Description

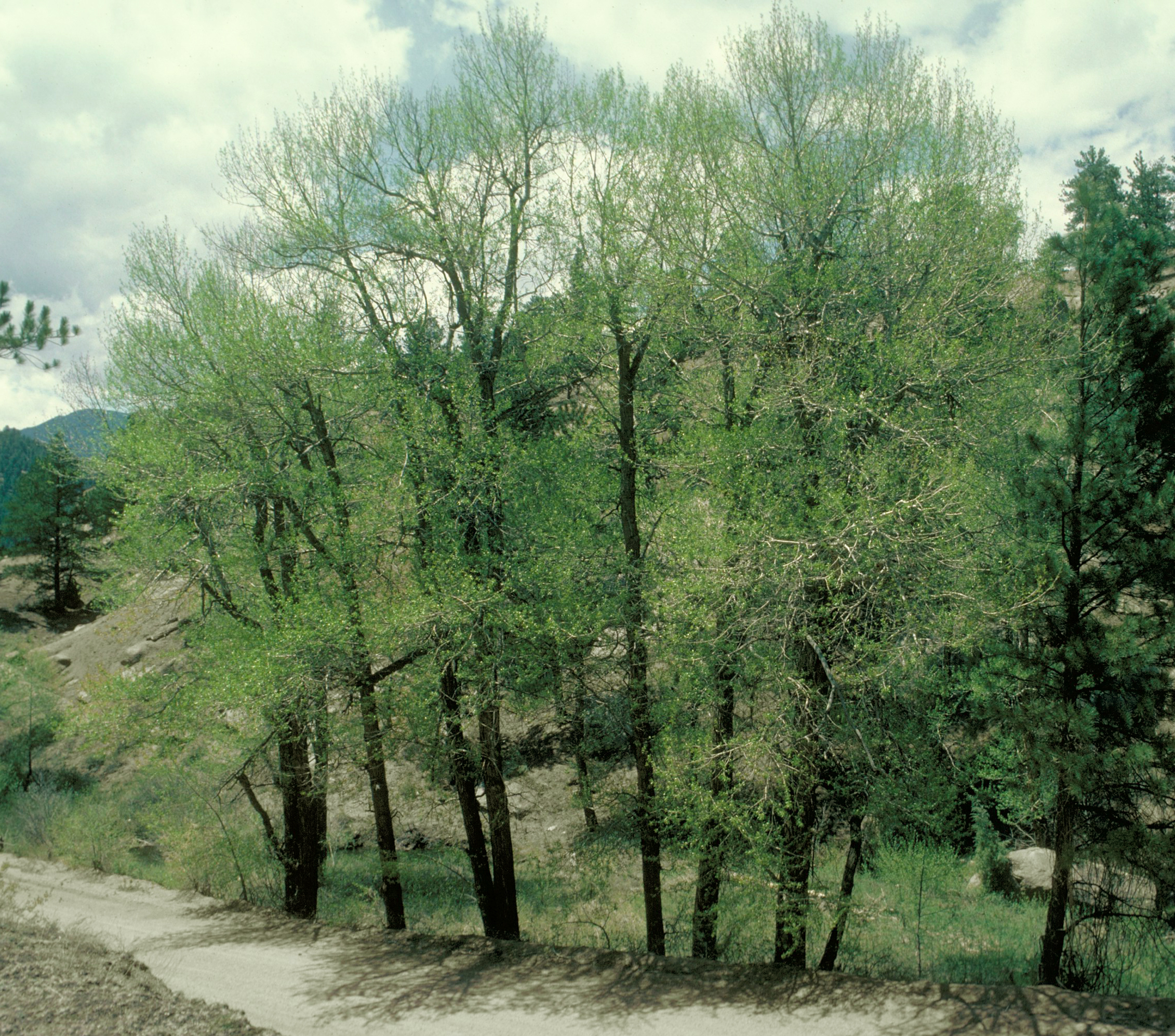
Peupliers à feuilles étroites.

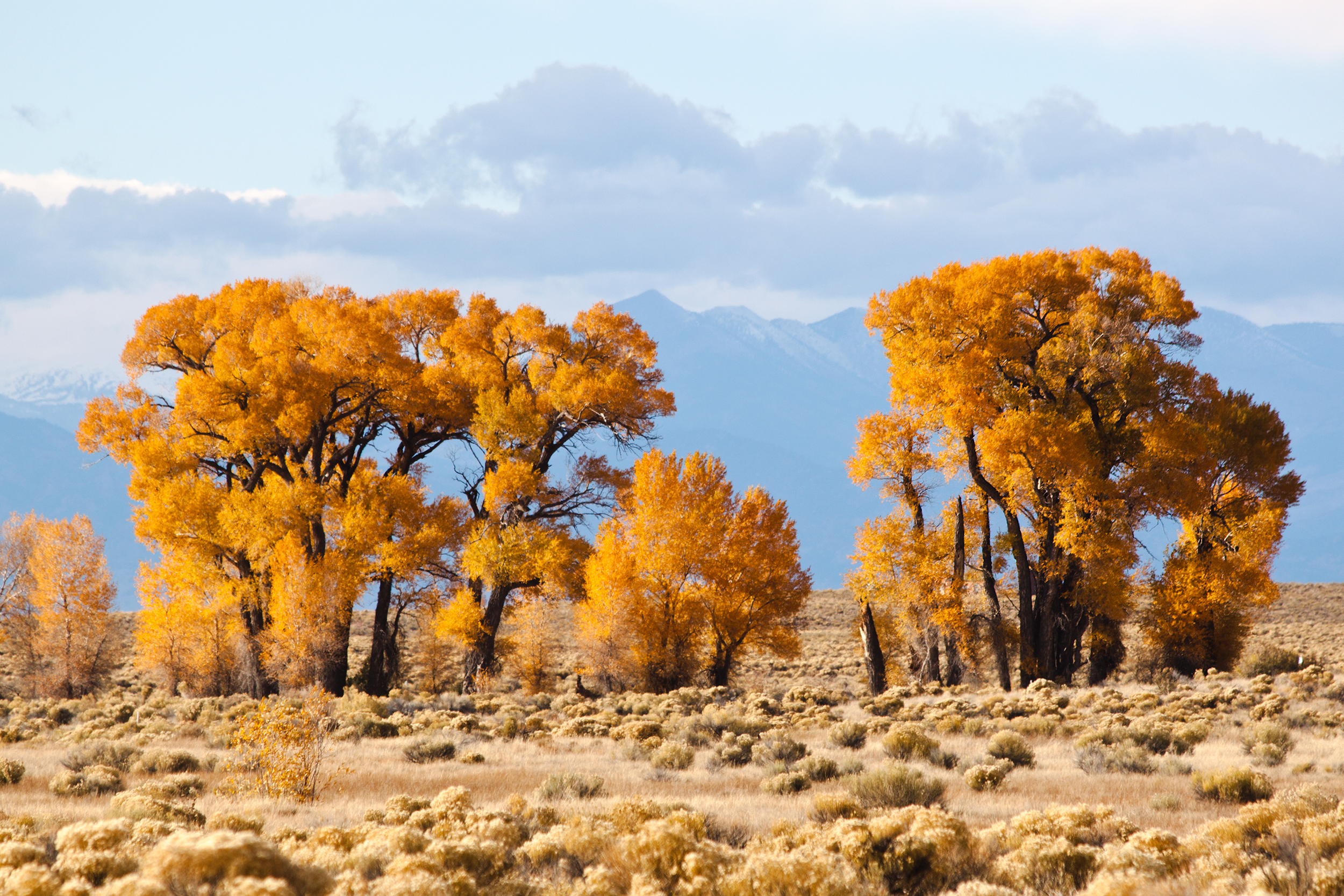
Bosquet de peupliers à feuilles étroites à l'automne dans le Colorado.

Ses feuilles sont vert jaunâtre de forme lancéolée. Les chatons sont duveteux et blancs. Ses boutons sont mous et collants ce qui fait qu’ils étaient consommés par les Amérindiens comme une sorte de chewing-gum.

## Habitat
L’arbre est présent dans la partie occidentale de l’Amérique du Nord du Canada (Alberta et Saskatchewan) jusqu’au Mexique. On le trouve généralement à proximité de cours d’eau dans des régions d’altitudes élevées.